# Wynn Macau

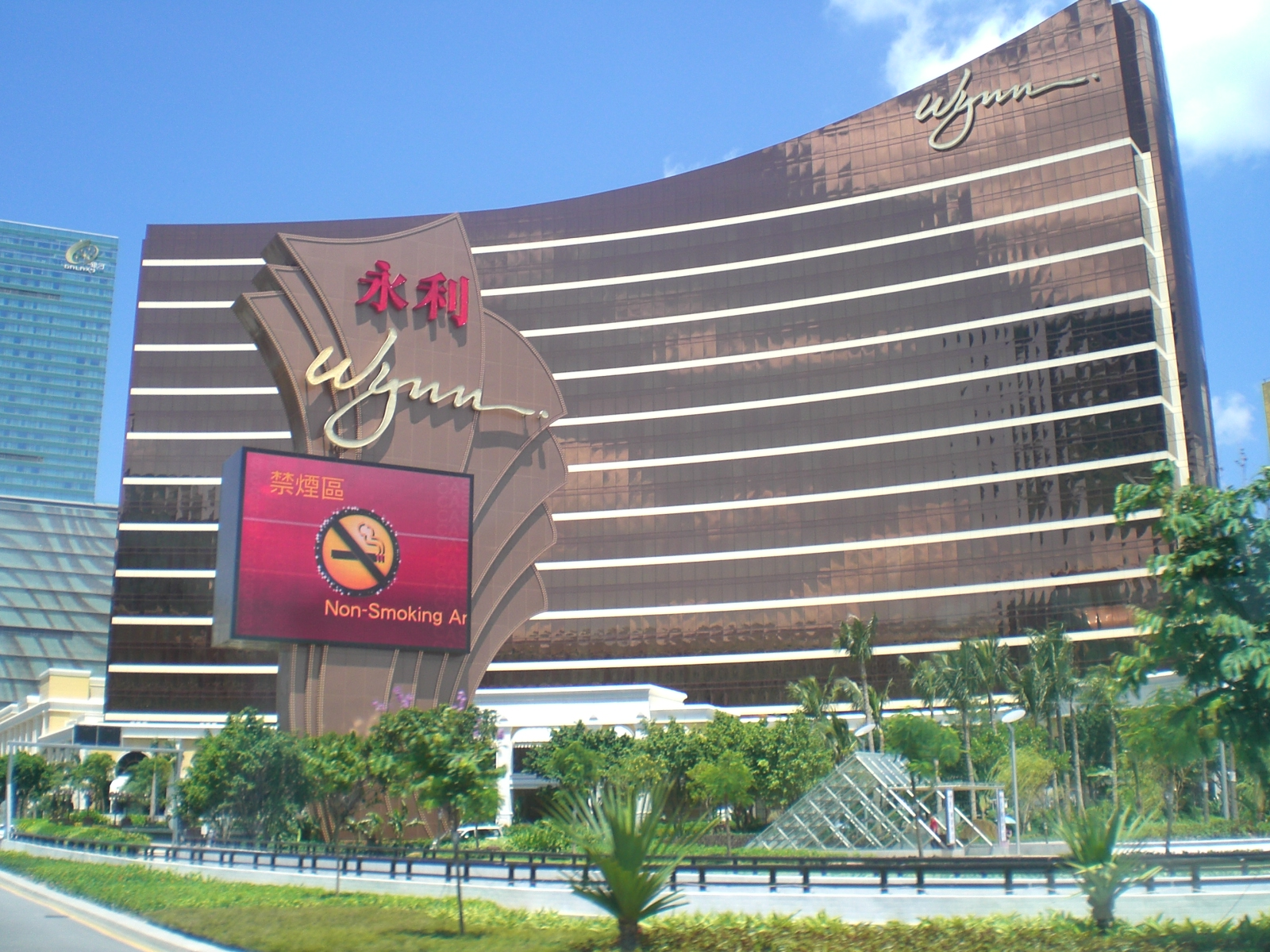
Wynn Macau Resort & Casino

Wynn Macau (永利澳門渡假村) — игорно-гостиничный комплекс, расположенный в Макао и принадлежащий американской компании Wynn Resorts (англ.). Пятизвёздочный курорт по версии Forbes Travel Guide (англ.). Состоит из двух частей:
- 22-этажный Wynn Macau Resort & Casino высотой 100 метров, построенный в 2006 году за 1,2 млрд долларов (в конце 2007 года был расширен), включает в свой состав казино, 600 гостиничных номеров, пять ресторанов, две зоны баров, магазины, бассейн, спа-центр и зал для конференций[3][4][5].
- Encore at Wynn Macau высотой 206 метров, построенный в 2010 году, включает в свой состав казино, более 400 гостиничных номеров класса люкс, два ресторана, бар, магазины и спа-центр[6][7].

Торговая зона комплекса включает магазины самых дорогих брендов мира: Cartier, Chanel, Dior, Hermès, Louis Vuitton, Van Cleef & Arpels, Dunhill, Vertu, Bvlgari, Ferrari, Giorgio Armani, Gucci, Prada, Miu Miu, Versace, Ermenegildo Zegna, Hugo Boss, Piaget, Rolex, Tudor и Tiffany.
В комплексе Wynn Macau выставлены дорогие антикварные вещи, в том числе китайские фарфоровые вазы XVIII века и китайские гобелены.